# Тшебіна (Лодзинське воєводство)
Тшебіна (пол. Trzebina) — село в Польщі, у гміні Джевиця Опочинського повіту Лодзинського воєводства.
Населення — 320 осіб (2011).
У 1975-1998 роках село належало до Радомського воєводства.

## Демографія
Демографічна структура станом на 31 березня 2011 року:
|          | Загалом | Допрацездатний вік | Працездатний вік | Постпрацездатний вік |
| -------- | ------- | ------------------ | ---------------- | -------------------- |
| Чоловіки | 155     | 27                 | 103              | 25                   |
| Жінки    | 165     | 33                 | 78               | 54                   |
| Разом    | 320     | 60                 | 181              | 79                   |